# Mick West
Mick West là một nhà văn khoa học, nhà điều tra hoài nghi và lập trình game đã nghỉ hưu. Ông là người tạo ra các trang web Contrail Science và Metabunk, nơi ông điều tra và vạch trần các tuyên bố giả khoa học như vệt hóa chất (chemtrail), UFO, và thuyết âm mưu, và từng xuất hiện trên nhiều phương tiện truyền thông như một nhà phân tích chuyên môn và nhà truyền thông khoa học.

## Sự nghiệp

### Neversoft
West đồng sáng lập Neversoft Entertainment vào tháng 7 năm 1994 với Joel Jewett và Chris Ward. Công ty phát triển trò chơi điện tử, vốn nổi tiếng về trò Spider-Man và Tony Hawk's (West đã tham gia rất nhiều vào việc lập trình 5 phần đầu tiên của sê-ri này) và thương hiệu game Guitar Hero, được Activision mua lại vào tháng 10 năm 1999, studio của nó sáp nhập với Infinity Ward vào ngày 3 tháng 5 năm 2014 và không còn tồn tại vào ngày 10 tháng 7 năm 2014.

### Website
West bắt đầu quan tâm đến thuyết âm mưu vệt hóa chất trong khi nghiên cứu thời tiết hàng không cho giấy phép phi công của mình. Ông đã tạo ra trang web "Contrail Science" với mục đích giải thích hiện tượng tạo vệt trắng đằng sau máy bay (contrail) và vạch trần các giả thuyết về vệt hóa chất (chemtrail). Ban đầu, ông tin rằng mình có thể giải thích và hạ bệ những lý thuyết này khá nhanh, nhưng chúng kiên cường hơn những gì ông tưởng: ông đã dành hơn 10 năm theo dõi chủ đề này.
Cuộc thảo luận trên trang web "Contrail Science" cuối cùng đã mở rộng để bao gồm các lý thuyết âm mưu khác, bao gồm cả ngày 9/11. Vì vậy, West quyết định tạo một trang web khác, "Metabunk", để mở rộng cuộc thảo luận sang các niềm tin thay thế khác. Metabunk bao gồm các chủ đề như giả khoa học, UFO và hiện tượng siêu linh. Trang web này cũng có một diễn đàn, "Skydentify", ơi West mời mọi người gửi ảnh và video về UFO và những con ma khả nghi. Ông phân tích những thứ này bằng cách sử dụng kinh nghiệm từ nghề lập trình game của mình và Photoshop, và rồi ông và các thành viên diễn đàn khác cố gắng giải thích những gì các bức ảnh và video thực sự mô tả. Họ còn thảo luận về cách tốt nhất để truyền đạt kết quả điều tra vạch trần của mình. Phân tích từ West và các chuyên gia khác tại Metabunk đã được trích dẫn trong các ấn phẩm khác, như the Daily Express.
West mô tả mục tiêu công việc của mình là cố gắng đưa mọi người ra khỏi "lỗ thỏ" của tư duy âm mưu. "Vệt hóa chất là một thuyết phổ biến đáng ngạc nhiên; Nó nói ngay trên đó với những thứ như thuyết âm mưu 9/11," ông nói. "Tất cả đều bắt nguồn từ sự mất lòng tin cơ bản về khoa học và quyền lực. Bạn sẽ luôn có được một tỷ lệ phần trăm những người là tín đồ thực sự. Mục tiêu của tôi là giảm thiểu điều đó càng nhiều càng tốt, ngăn chặn mọi người rơi vào nó và giúp họ thoát ra dễ dàng nhất có thể."
Ông cũng tạo ra diễn đàn trực tuyến morgellonswatch.com để xua tan những huyền thoại và thông tin sai lệch xung quanh loại bệnh da liễu chưa được xác nhận mang tên Morgellons.

### Học thuật

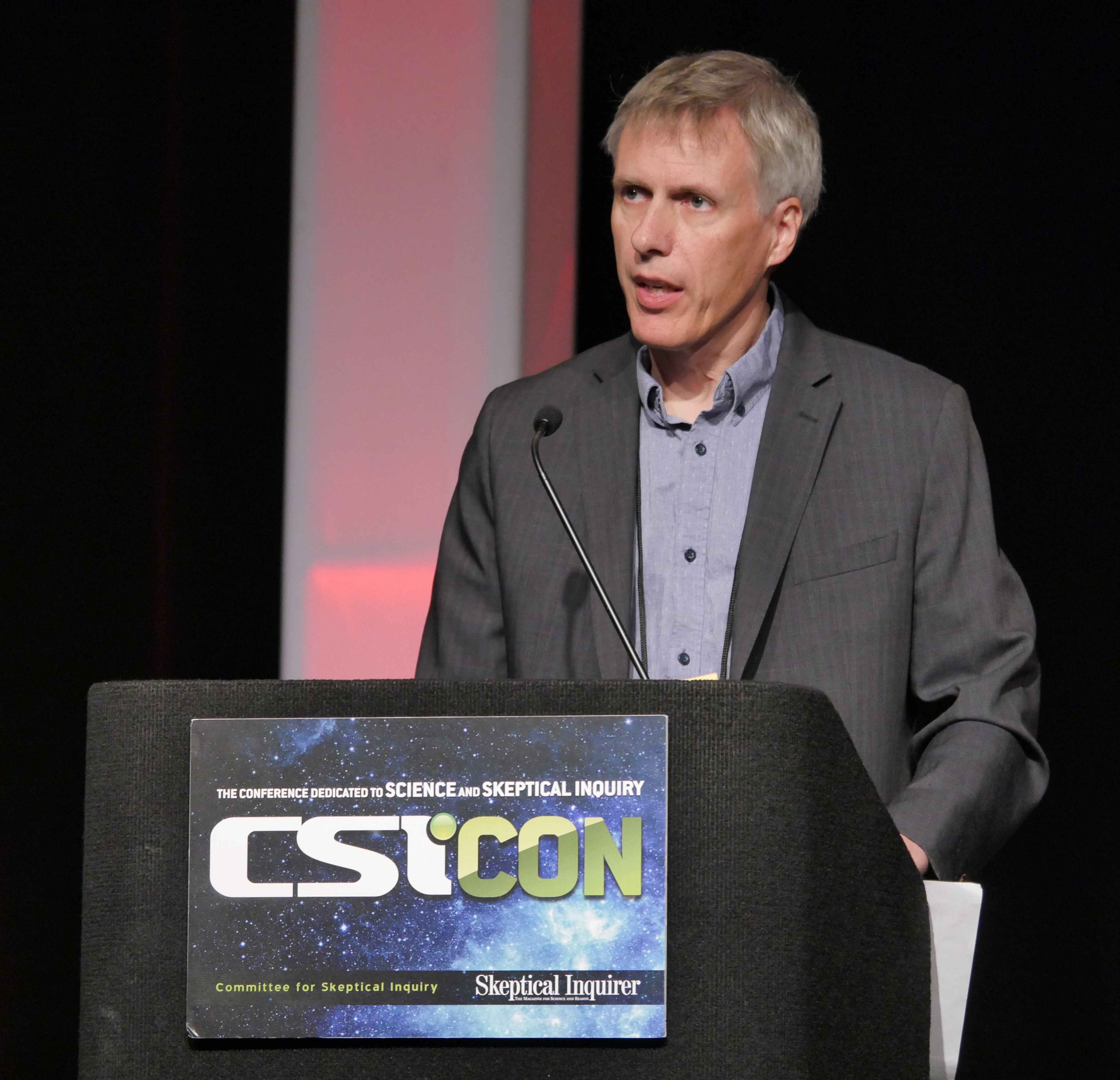
Mick West phát biểu tại CSICon năm 2018

Tháng 8 năm 2016, West đồng tác giả một bài báo khoa học với các nhà khoa học khí hậu Ken Caldeira, Christine Shearer và Steven J. Davis đã xuất bản trên tạp chí Environmental Research Letters có tựa đề Quantifying expert consensus against the existence of a secret, large-scale atmospheric spraying program (SLAP). Mục tiêu của bài viết là tạo ra một phản ứng của chuyên gia bình duyệt với lý thuyết vệt hóa chất. Các tác giả đã khảo sát các chuyên gia về hóa học khí quyển và lắng đọng để đánh giá một cách khoa học những tuyên bố của các nhà lý thuyết âm mưu vệt hóa chất. Sau khi xuất bản, nó đã được công nhận là nghiên cứu đầu tiên của một tổ chức khoa học lớn về chủ đề này. Kết luận của họ cho biết rằng "76/77 (98.7%) các nhà khoa học tham gia vào nghiên cứu này cho biết không có bằng chứng nào về SLAP và dữ liệu được trích dẫn là bằng chứng có thể được giải thích thông qua các yếu tố khác, chẳng hạn như sự hình thành đường viền trắng điển hình và những chỉ dẫn lấy mẫu dữ liệu nghèo nàn được trình bày trên các trang web SLAP" Công ty khoa học dữ liệu Altmetric, đã đánh giá bài báo khoa học này nằm trong top 5% của tất cả các nghiên cứu, về mặt quan tâm được tạo ra và nó được các ấn phẩm khoa học và các bản tin trích dẫn nhiều lần. Bao gồm cả New York Times, nơi West cho biết nghiên cứu mới sẽ giúp gây ảnh hưởng đến những người có thể bị thuyết phục bởi một trang web về vệt hóa chất. "Bạn có thể cố gắng kìm nén thủy triều ở một mức độ nhất định và hy vọng sẽ có ít người rơi vào lối suy nghĩ đó."
West còn viết bài cho tạp chí Skeptical Inquirer của Ủ ban Điều tra Hoài nghi, chẳng hạn như "Curated Crowdsourcing in UFO Investigations" là nơi ông thảo luận về diễn đàn Skydentify và "In Defense of Debunkers" là nơi mà ông nói về vai trò của chủ nghĩa hoài nghi và lật tẩy và tầm quan trọng của sự giao tiếp.
Năm 2016, West đã có một bài thuyết trình tại CSICon có tựa đề "Expert Elicitation vs. Chemtrails" trong đó ông đã thảo luận về bài báo khoa học năm 2016 về kỹ thuật khí hậu.

### Ấn phẩm
Năm 2018, West tác giả cuốn sách có tựa đề Escaping the Rabbit Hole. How to Debunk Conspiracy Theories Using Facts, Logic, and Respect với mục tiêu giúp mọi người hiểu và giải thích các thuyết âm mưu, và sau đó chuyển những giải thích đó cho người khác. Trong một bài phê bình về cuốn sách, nam diễn viên người Anh Stephen Fry đã viết "Mick West thể hiện với phong cách tinh tế, sự dí dỏm và cái nhìn sâu sắc về ba loài quý hiếm, Sự thật, Logic và Tôn trọng (hiện tại đang trên bờ vực tuyệt chủng) đã khai thác sức mạnh để chiếu ánh sáng vào bóng tối và xua tan đi sự thiên vị, mê tín và sự thờ ơ đáng tự hào đang đe dọa đầu độc thời đại của chúng ta." Một đoạn trích mở rộng từ cuốn sách này đã được xuất bản tại Salon. The Cuốn sách đã được giới thiệu trong một phân tích được phát hành bởi Văn phòng Khoa học và Xã hội của Đại học McGill năm 2018. Celestia Ward chỉ ra rằng "Vạch trần các thuyết âm mưu là rất nhiều công việc. Nhưng thật đáng giá nếu bạn đang giúp người thân thoát khỏi suy nghĩ có thể gây hại cho họ. Mick West đã tự mình gánh vác một số lượng lớn công việc, tóm tắt một số niềm tin âm mưu và sự thật có thể chứng minh để bác bỏ những niềm tin đó...."

### Podcast
West bắt đầu một podcast vào tháng 4 năm 2019, "Tales from the Rabbit Hole," có đoạn ông phỏng vấn các khách mời "văn hóa âm mưu".

### Truyền thông
West thường được giới truyền thông dẫn lời như một nhà phân tích chuyên môn về vệt hóa chất và UFO. Năm 2010, ông xuất hiện trên bản tin tối của CBS và tin tức trên đài KPCC để bình luận về một video lan truyền về thứ dường như là một vụ phóng tên lửa "bí ẩn".
Tháng 9 năm 2016, Đài Phát thanh New Zealand đã mô tả West là một nhà văn khoa học và một người "chuyên về nghệ thuật vạch trần các giả thuyết hoang dã lưu hành trực tuyến và giúp những người khác làm điều tương tự, với trang web của mình, Metabunk." Trong cuộc phỏng vấn, ông đã mô tả làm thế nào niềm đam mê của mình trong việc lật tẩy xuất phát từ một mối lo ngại rằng các vấn đề thực sự đang bị bỏ qua vì khoa học bị phớt lờ. Cụ thể, ông nói về các nhà lý thuyết âm mưu tai hại có thể gây ra khi họ buộc tội gia đình nạn nhân của các vụ thảm sát súng là những diễn viên lên cơn. Ông cũng giải thích rằng khi "đối phó với các nhà lý thuyết âm mưu, điều tốt nhất là phải lịch sự. Bạn đã trở thành một nhà khoa học lịch lãm. Nếu mọi người lịch sự thì bạn sẽ được lắng nghe. Không bao giờ nói sai về bản thân, không bao giờ nói dối, không bao giờ giả mạo bằng chứng, không bao giờ thưởng thức các trò lừa bịp. Bạn đã phải vượt quá 100% sự trách móc mọi lúc."
Ông cũng đã xuất hiện trên một số podcast về cuộc đời và sự nghiệp vạch trần của mình. Những podcast này được phỏng vấn bởi Richard Saunders trên Skeptic Zone và Benjamin Radford trên Squaring the Strange, cũng như Something You Should Know. Ông đã xuất hiện nhiều lần trên Joe Rogan Experience để thảo luận về các thuyết âm mưu khác nhau.
Năm 2013, West xuất hiện trong bộ phim tài liệu "Overcast" với tư cách phản bác những người đề xướng các thuyết âm mưu vệt hóa chất.

### Chuyên gia lật tẩy
West lớn lên ở thị trấn nhỏ Bingley, với quãng đường một giờ cách Manchester, Anh. Khi còn nhỏ, ông bị mê hoặc bởi những điều huyền bí, UFO và những câu chuyện về những vụ người ngoài hành tinh bắt cóc, cũng tin rằng mình có khả năng ngoại cảm. Khi lớn lên, ông bắt đầu nhận ra rằng những hiện tượng này không có thật, và thay vào đó, có những giải thích hợp lý để giải thích chúng. "Tôi đã từng tin vào tất cả những thứ này và sau đó tôi đã ngừng tin vào tất cả những thứ này. Tôi đoán chỉ cần tìm ra lý do tại sao những thứ này là sai trở nên thú vị đối với tôi." In Ở tuổi trưởng thành, anh ta thấy mình sử dụng một bảng tin dựa trên modem thời kỳ sơ khai của internet, có tên là FidoNet để tranh luận với những người đang sử dụng nó để truyền bá các thuyết âm mưu. Năm 2003, sau khi từ chức rời khỏi Neversoft, mối quan tâm của ông trong việc vạch trần vẫn giữ vững. "Tôi đã nghỉ hưu, tôi có nhiều thời gian rảnh rỗi, tôi không có nhiều sở thích khác mà tôi đang theo đuổi, và vì vậy tôi có thể tập trung vào những điều này. Tôi có thể tập trung vào Morgellons, và tôi đã viết như một trăm bài báo nhỏ về Morgellons. Vì tôi có nền tảng về lập trình trò chơi điện tử và lật tẩy và điều tra mọi thứ, tôi có thể thực hiện các điều tra kỹ thuật khá sâu sắc về mọi thứ." Ông cố gắng tương tác với những người được phỏng vấn và khán giả của mình trên các phương tiện truyền thông khác nhau với sự đồng cảm để giúp họ nhìn thấy thực tế. Những người này, ông nói, nhìn thấy một phiên bản khác của thực tế: "Họ thích chính phủ nơi chính quyền là xấu xa. Bây giờ, điều đó không có nghĩa là chính phủ không xấu xa, điều đó không có nghĩa là những người nắm quyền lực không tham nhũng, điều đó không có nghĩa là các chính trị gia không tham nhũng, nhưng điều đó cũng không có nghĩa là họ dự định ném bom vào Trung tâm Thương mại Thế giới. Chỉ vì các chính trị gia tham nhũng, nó không nhất thiết phải lôi theo Trung tâm Thương mại Thế giới là một sự phá hủy có kiểm soát."